# Thyrosticta dilata
Thyrosticta dilata là một loài bướm đêm thuộc phân họ Arctiinae, họ Erebidae.